# Professional Griefers
"Professional Griefers" é uma canção de música eletrônica do produtor musical canadense Deadmau5 com participação especial do cantor Gerard Way, vocalista da banda estadunidense My Chemical Romance. Foi lançada em 14 de agosto de 2012 como o primeiro single de seu sexto álbum de estúdio, Album Title Goes Here, embora já houvesse uma versão instrumental há cerca de um ano.  Ambos os artistas gravaram a música juntos, em um estúdio em Los Angeles, Califórnia. Em seu refrão, Way canta sobre um mundo cheio de "todas as coisas quebradas" que fez.
A palavra "griefers" no título da música se refere a pessoas que, em jogos eletrônicos multijogador, irritam persistentemente os outros participantes. De forma semelhante, o respectivo videoclipe é influenciado por jogos eletrônicos clássicos, como Chrono Trigger, e seu enredo consiste em um confronto futurístico entre Deadmau5 e Gerard Way, que lutam usando robôs controlados remotamente em um campeonato do Ultimate Fighting Championship (UFC). Foi declarado que a filmagem teve um orçamento de mais de um milhão de dólares, se tornando um dos videoclipes de música eletrônica com maior orçamento da história. A música foi incluída na trilha sonora de FIFA 13 e Asphalt 8: Airborne e, em geral, teve recepção mista dos críticos.

## Antecedentes e gravação

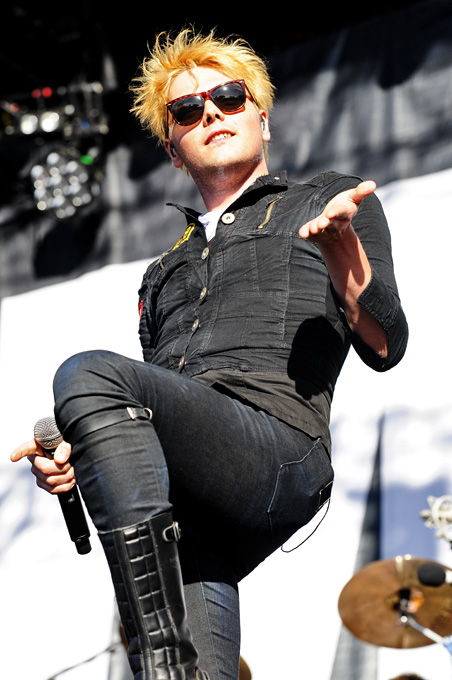
Apesar de Deadmau5 declarar não conhecer bem Gerard Way (na imagem), ele disse que Way era uma "pessoa genial", e que esta seria "uma colaboração legal".

Deadmau5 já apresentava uma versão instrumental de "Professional Griefers" ao vivo desde 2011, cerca de um ano antes de ser lançada como single. Em 22 de março de 2012, uma versão da música que inclui a voz do cantor Gerard Way, vocalista do My Chemical Romance, vazou na Internet. Na época, nem Deadmau5 nem Way fizeram qualquer declaração sobre esta versão, embora um porta-voz do My Chemical Romance tenha confirmado que Way está envolvido na colaboração. O vazamento aconteceu na mesma semana em que o produtor comentou em um site: "[...] normalmente não gosto da ideia de uma 'colaboração'... embora você possa confiar que qualquer uma das colaborações que fiz no passado foi o resultado de coisas nas quais estou totalmente interessado, como Flipside, Foo, Cyprus Hill, etc."
Ambos os artistas gravaram a canção em Los Angeles, Califórnia, Estados Unidos, no estúdio de um amigo de Way. O site KROQ destaca o fato de que ambos trabalharam juntos em vez de "enviar arquivos digitais um para o outro pela Internet". A este respeito, Deadmau5 comentou: "Se ele fez algo errado ou, mesmo que não fosse errado, algo que pudéssemos discutir uns com os outros para passar o tempo, tudo isso aconteceu naquele momento e naquele lugar. Poderíamos voltar à pequena sala de gravação e começar a gritar. Essa é uma oportunidade única que você pode obter entre dois artistas desse nível."
Sobre a colaboração, Deadmau5 comentou a princípio: "Se eu tivesse sido forçado pela minha gravadora, [eu] absolutamente [não teria aceitado]. 'Oh, podemos conseguir will.i.won't para o álbum.' Foda-se. Eu nem conheço o cara e ele parece ser um estranho, então é impossível. Isso foi bom porque eu gostava do cara. Gerard é realmente uma ótima pessoa e poderia perfeitamente sair com ele." Sobre Way, ele também apontou algo semelhante: "Não o conheço há tempo suficiente para poder dizer 'Eu conheço esse cara'; não conheço Gerard cem por cento, nem o seu jeito de pensar, mas gosto para onde ele vai. De alguma forma eu me conectei com ele no sentido de que ele está quase na mesma posição que eu. Ele está no meio de um mar de bandas emo de rock [...]; eu estou no meio de um mar de DJ e coisas assim, então nós dois tínhamos essa conexão. Eu senti que era como uma colaboração legal, porque nós dois poderíamos nos livrar dela completamente e fazer exatamente isso, que é como nossas forças combinadas."

## Composição
A revista Spin descreveu "Professional Griefers" como "um sucesso de electro house de tamanho extraordinário e agressivo"; também já foi descrito como "uma faixa de dance-pop com estroboscópios", além de observar que possui um pulso eletrônico "muito estável". James Shotwell do site Under the Gun Review argumenta que "a última música de Deadmau5 tem toda a fúria de um clube de punk rock embalado em uma batida pronta para a pista de dança". David Jeffries da AllMusic afirma que "Gerard Way do My Chemical Romance dá a 'Professional Griefers' toda a sua personalidade gótica." Da mesma forma, Heather McDaid do site britânico This Is Fake DIY descreve o seguinte: "Com sintetizadores bem orquestrados, que despertam o desejo de dançar desde o início, o canto de Gerard empresta uma certa escuridão à faixa — um empurrão que um simples toque [eletrônico] sozinho não poderia criar. A música então se abre, com batidas e distorções saltantes unidas por notas rápidas."
No refrão, Gerard Way canta: "Dê-me o som para ver / Outro mundo lá fora que está cheio de / Todas as coisas quebradas que eu fiz". Os versos incluem frases como "Temos máquinas, mas as crianças têm Jesus", e também se fala sobre garotas viciadas em LSD. A letra foi descrita por Brandon Soderberg da Spin como "uma crítica à popularização e ao mainstreaming". A palavra griefers do título da música refere-se a pessoas que em jogos eletrônicos multijogador "irritam deliberadamente os outros jogadores do jogo, geralmente das formas mais desagradáveis possíveis", como insultar verbalmente, matar outros jogadores, aliar-se ao inimigo ou destruir os servidores.

## Promoção

### Lançamento
Deadmau5 carregou uma transmissão de rádio da música em seu canal no YouTube, antes de seu lançamento oficial. A publicação final foi em 14 de agosto de 2012, e foi lançado como o single principal do sexto álbum de estúdio de Deadmau5, chamado Album Title Goes Here (2012). Neste álbum está também incluída uma edição para rádio de "Professional Griefers", que tem uma duração mais curta, cerca de três minutos. Além disso, a canção foi incluída na trilha sonora dos jogos eletrônicos FIFA 13 e Asphalt 8: Airborne.

### Videoclipe

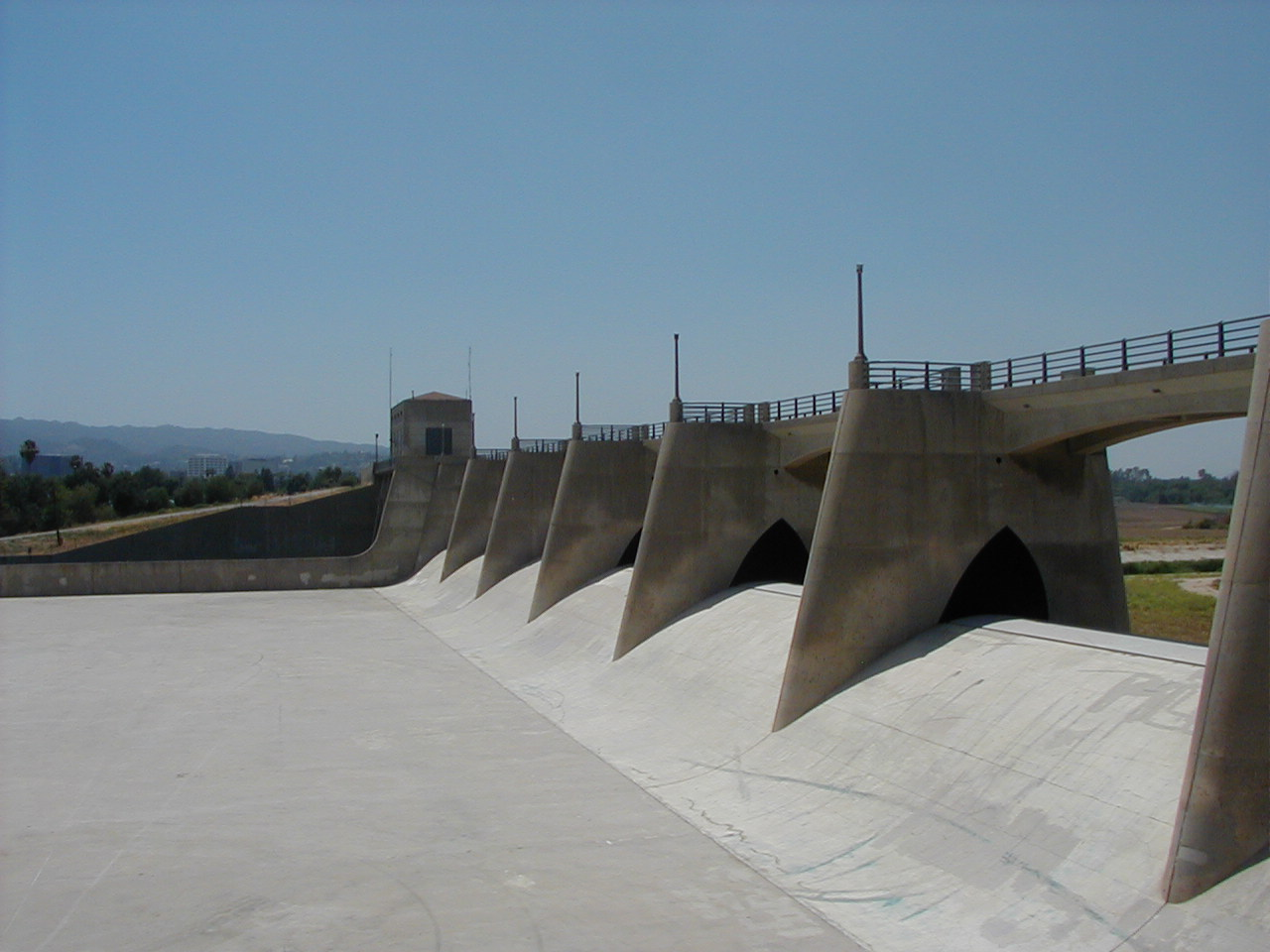
Sepulveda Dam, barragem onde o videoclipe foi filmado.

O videoclipe da música foi lançado em 29 de agosto de 2012 e, de acordo com as declarações de Deadmau5, seria um dos vídeos de música eletrônica com o maior orçamento da história, e seu valor seria superior a um milhão de dólares. Nesse sentido, o canadense se comparou a outro produtor de eletrônica: "Deus abençoe Skrillex. Eu amo aquele cara, mas ele lança um novo vídeo... o quê, a cada quatro semanas? Eu sou como o cara da Dos Equis, normalmente não faço videoclipes, mas quando faço, eu os torno grandes." As filmagens aconteceram em maio de 2012, em Los Angeles, na barragem Sepulveda Dam.
A trama do vídeo consiste em um confronto entre Deadmau5 e Gerard Way, que controlam robôs por controle remoto para lutar em um campeonato mundial do Ultimate Fighting Championship (UFC) em um cenário futurista e diante de uma audiência de dois mil figurantes. Ambos competem dentro de uma cúpula semelhante à "cúpula do trovão" que aparece no filme Mad Max Beyond Thunderdome, e têm painéis de controle semelhantes aos "cubos borg" dos filmes Star Trek.

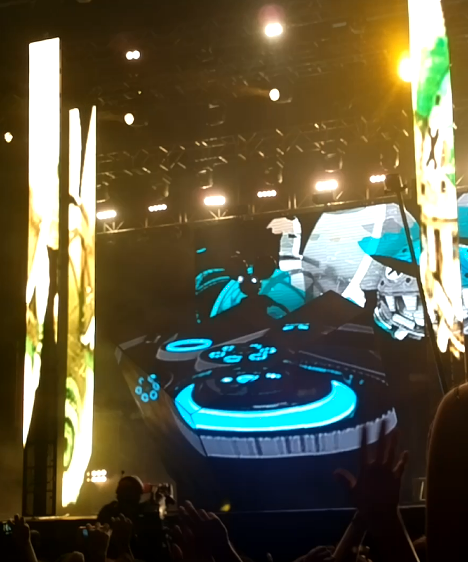
Deadmau5 apresentando "Professional Griefers" ao vivo no Lollapalooza Chile 2013

Na pós-produção, que durou cerca de seis meses, se uniu o local de filmagem (Sepulveda Dam) com a salina The Mirage do deserto de Mojave (Califórnia), e os robôs com cabeças de rato de seis metros de altura foram inseridos. A este respeito, Deadmau5 disse que "a computação gráfica vai ficar maluca" e que "o que é ótimo é que os sete dígitos [de dólares] que estamos gastando são principalmente dedicados à tecnologia de renderização de próxima geração".
O produtor apontou alguns jogos eletrônicos clássicos como uma influência e, em particular, Chrono Trigger (1995), da Nintendo, sobre o qual ele comentou: "Há um robô chamado Gato, que é como um robô grande e rechonchudo para treinamento de luta. Então, você estava indo para uma batalha no jogo com este robô e ele basicamente o treinava. Eu realmente queria que [os robôs no videoclipe] tivessem essa aparência, torná-los deselegantes e pós-apocalípticos".

### Apresentações ao vivo
Em sua versão instrumental, "Professional Griefers" foi apresentado em shows de Deadmau5 por cerca de um ano antes de seu lançamento formal. Além disso, a canção foi tocada no festival Lollapalooza de 2011 em Chicago, quando o produtor a mixou com os vocais da canção "Harder, Better, Faster, Stronger" de Daft Punk. Gerard Way também se juntou a Deadmau5 no palco em sua apresentação no iHeartRadio Festival em setembro de 2012 e eles tocaram a música juntos.

## Recepção crítica
Em geral, "Professional Griefers" recebeu críticas mistas a positivas pelos críticos. A Billboard declarou que a canção é uma das primeiras canções da gravadora Ultra Music a chegar às rádios de rock, obtendo difusão, por exemplo, em estações como a KROQ de Los Angeles ou a KITS de São Francisco, e mencionou que a faixa contém "latidos de rock" de Gerard Way. Heather McDaid do This Is Fake DIY afirma que as batidas, a distorção e as notas da música "provam ser inegavelmente cativantes" e que "qualquer que seja o fundo musical — já forte, já elevado — o canto de Gerard reflete isso perfeitamente." Além disso, ele acredita que "por meio da colaboração, a música eletrônica encontra o rock com um novo sabor e é empolgante, coerente e de forma alguma opaca para o outro". O site Sputnikmusic observa que "[Way] de alguma forma encontra uma maneira de fazer o anteriormente instrumental 'Professional Griefers' funcionar, com seus eletrochoques disparando fatias tectônicas de pura adrenalina." O canal de televisão americano Fuse incluiu a canção em sua lista das 40 melhores canções de 2012, na posição 19. James Shotwell da "Under the Gun Review" disse em março de 2012 que "a presença de Way, se realmente for Way (ninguém sabe ainda), é extensa, mas você pode estar cansado de redundância antes que decorram os segundos finais."
Darryl Wright da PopMatters classificou "Professional Griefers" como uma das músicas "menos agradáveis" do álbum, comentando que "Way está basicamente gritando junto a cada batida eletrônica, o que soa surpreendentemente amador. Seus cantos caem no topo de cada batida, essencialmente cancelando a música de fundo e transformando a faixa em algo bastante irritante." Entretanto, Wright fez uma observasão sobre o refrão: "O ouvinte se sente alienado até que o refrão chega; esta melodia cativante faz um contraste gritante que realmente funciona muito bem." Megan Farokhmanesh da revista Paste comenta que "[da canção hipnotizante e totalmente relaxante "The Veldt"] há um salto difícil para a próxima faixa cantada do álbum, "Professional Griefers. Carregada com os cantos frenéticos de Gerard Way, é uma faixa que une sua perfeição esmagadora com sua garra penetrante. Não há dúvidas sobre a energia que a música tem, [...] mas é uma aventura arriscada do tipo 'amar ou odiar'". Brandon Soderberg da revista Spin disse que "Professional Griefers" era "um forte candidato à pior canção do ano" e que era "uma crítica à popularização e mainstreaming  feito por dois caras populares e mainstream que pensam que são mais espertos do que são."

## Lista de faixas
Lista de faixas adaptada do Spotify.
- "Professional Griefers" (Radio Edit) (com part. de Gerard Way) — 3:02
- "Professional Griefers" (com part. de Gerard Way) — 4:06
- "Professional Griefers" (Instrumental Mix) (com part. de Gerard Way) — 6:24

## Créditos
Créditos para "Professional Griefers" adaptados do Spotify.
- Joel Zimmerman — intérprete, escritor
- Gerard Way — intérprete, escritor

## Posição nas paradas musicais
| Tabela (2012)                                     | Posição de pico |
| ------------------------------------------------- | --------------- |
| Bélgica (Ultratip Flanders)                       | 74              |
| Bélgica (Ultratop Flanders Dance)                 | 50              |
| Bélgica (Ultratip Flanders Dance Bubbling Under)  | 2               |
| Canadá (Billboard Hot 100)                        | 66              |
| Estados Unidos (Billboard Dance/Electronic Songs) | 30              |
| Japão (Billboard Hot 100)                         | 77              |
| Reino Unido (Official Charts Company)             | 81              |